# Accident aeri del Montseny de 1959
L'accident aeri del Montseny de 1959 tingué lloc el 19 d'agost de 1959, quan un avió Douglas Dakota, amb registre G-AMZD, de la companyia britànica Transair Limitedamb 32 persones a bord procedent de l'aeroport del Prat s'estavellà contra el Turó de l'Home a 1.713 metres d'altitud. La causa de l'accident va ser, segons la premsa de l'època, l'espessa boira que cobria el massís del Montseny i una possible desorientació del pilot.
Tots els ocupants de l'aparell van morir en l'accident; dels 29 passatgers, vint tenien passaport britànic, dos eren iranians, una irlandesa, un malawià, una alemanya, una índia, un català, el jesuïta surienc Jesús Reguant i Massana que acabava de ser ordenat sacerdot, i dues persones més de nacionalitat espanyola residents a Madrid. Van morir també els tres membres de la tripulació.
Al lloc del sinistre s'hi poden trobar una creu i una placa amb el número de l'avió i la xifra de víctimes de l'accident. També es va erigir una placa en recordatori dels morts enterrats al Cementiri de Brookwood, al Comtat de Surrey, Regne Unit.

## Accident
L'avió fou un Douglas C-47B-30-DK "Skytrain" (o "Dakota" en designació de la RAF britànica) amb matrícula G-AMZD i número de fabricació (c/n) 32860, amb motors del tipus Pratt & Whitney R-1830-90 i fabricat el 1945. Havia arribat d'hora el dia de l'accident a Barcelona des de Gatwick amb un grup d'estudiants a bord, i es va programar el vol de tornada cap a Londres amb un altre grup d'estudiants que tornaven a casa després d'unes vacances a Mallorca. El vol es va realitzar sota les regles de vol visual (VFR). No obstant això, 19 minuts després de la sortida de Barcelona, el Dakota, mentre pujava a la seva altitud de creuer, va entrar en un núvol i colpejar el Turó de l'Home, una muntanya al nord-est de Barcelona al massís del Montseny. En el moment de l'accident l'aeronau estava a 10 milles nàutiques (19 km) de distància de la seva trajectòria de vol prevista. Els habitants de la zona van informar que en el moment de l'accident hi havia boira a la zona.
Un funcionari en una estació propera d'aigua va donar l'alarma en observar l'accident. En arribar, la Guàrdia Civil espanyola va trobar les restes de l'aeronau, que havia cremat per un incendi posterior a l'impacte. Els 29 passatgers i els 3 tripulants van morir a l'accident.

## Causa probable
Després d'una investigació de l'accident, un informe de la Direcció General d'Aviació Civil espanyola va declarar:
«A partir de l'examen de les proves es pot concloure que l'accident va ser causat per la infracció de les normes i instruccions vigents per al vol sobre el territori nacional, o de les normes internacionals que estan en vigor a Espanya».
La direcció general també va declarar que les proves no indicaven com a responsables el personal del Control de Trànsit Aeri espanyol. A més, no hi havia proves sobre possibles defectes en les ajudes a la navegació que poguessin contribuir a l'accident. A conseqüència d'aquesta declaració el Ministeri de l'Aire britànic, que també investigava l'accident, va decidir tancar el cas sense cap assignació de responsabilitats. Es va concloure doncs que el pilot no hauria d'haver entrat al núvol sense avisar el control de trànsit aeri, donat que necessitava una autorització de vol per instruments per a fer-ho. Es pensa que el pilot no estava al corrent de l'altura del Turó de l'Home, 1.706 metres (5.617 peus), i del fet que aquest es trobava en la trajectòria de l'aeronau quan el Dakota va entrar als núvols.